# Arnulfo Mejía Rojas
Arnulfo Mejía Rojas (Santa Cruz Aquiahuac, Tetlahuaca, Mèxic, 15 d'agost del 1956 - José María Morelos Buenavista, 18 d'abril del 2016) va ser un metge, arquitecte, orador, mestre d'escola, pintor, artista i sacerdot catòlic, majorment conegut per ser el creador de La Barca de la Fe, projecte que va iniciar l'any 1974 amb l'edificació del qual fundaria l'anomenada "Ruta de la Fe", al llarg de les comunitats de la parròquia en les quals es van construir més de dotze temples de diverses característiques i longituds.?

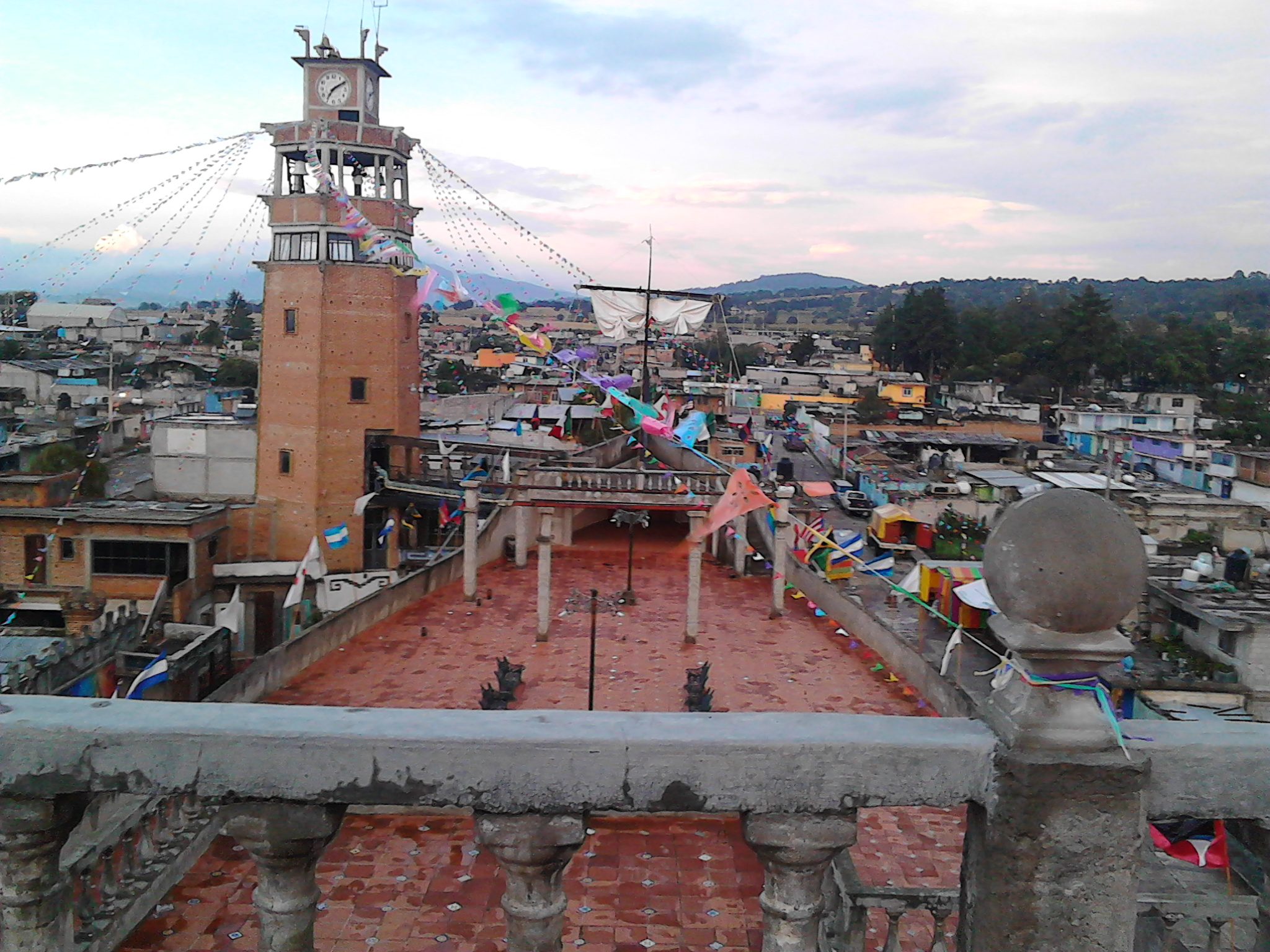
La Barca de la fe, obra del pare Arnulfo Mejía Rojas

Arnulfo Mejía Rojas va néixer a la comunitat de Santa Cruz Aquiahuac, en el municipi de Tetlatlahuca, a l'Estat de Tlaxcala. Va ser part d'una família d'onze germans.
Arnulfo Mejía Rojas va participar activament com a mestre d'ensenyament mitjà superior al COBAT 07 a la mateixa comunitat, a més de ser el titular de la matèria de filosofia prehispànica al Seminari de Tlaxcala, situat a Yauhquemecan, Tlaxcala. Va ser un pintor conegut a nivell nacional, arribant a ser l'encarregat de regalar-li una obra al que va ser el nunci apostòlic a Mèxic, Christophe Pierre. Donà suport a la tesi que finalment acabaria en el nomenament de la ciutat de Tlaxco com a "Poble Màgic"
La seva mort es va produir a la comunitat en la qual havia romàs per més de tres dècades, José María Morelos Buenavista, a causa de complicacions per l'embòlia cerebral de la qual havia estat víctima el 20 de desembre de l'any passat.
Segons informes del bisbe de Tlaxcala, Francisco Moreno Barrón va morir la matinada del dilluns 18 d'abril del 2016.